# P.I.F.5
P.I.F.5 е петият музикален албум на група ПИФ издаден през 2015 г. и включващ 12 парчета. Вокалът на групата и автор на текстовете споделя в книгата „Приказката P.I.F.“, че според него това е най-еднообразният от албумите им. Според него той има добро и ново звучене, но текстове определя за слаби и неулегнали. След излизането на албума групата адаптира по-различно звучене на песните в него по време на живите си концерти.
Според Димо Стоянов, основният проблем за пресилването на албума е личен конфликт между него и басиста – Юрий Божинов. Двамата често влизали в неразрешими спорове на тема звучене и текстове, което довело до проблеми с комуникацията.

## Песни
| 1  |  | Супернова |
| 2  |  | Дихание   |
| 3  |  | Юг        |
| 4  |  | Дуел      |
| 5  |  | Балерина  |
| 6  |  | Чуй ме    |
| 7  |  | Сребърна  |
| 8  |  | Огън      |
| 9  |  | Луна      |
| 10 |  | Утопия    |
| 11 |  | Юли       |
| 12 |  | Този ден  |

## Състав на групата
- Бас китара, пиано – Юрий Божинов
- Барабани, мастеринг – Мартин Профиров
- Китара, укалеле – Иван Велков
- Вокали, китара, термин – Димо Стоянов